# فاروق أمين الشواني
فاروق أمين عثمان محمد الشواني (مواليد 1957 - كركوك) هو سياسي عراقي شغل سابقاً منصب وزير العدل العراقي في حكومة عادل عبد المهدي، حاصل على شهادة البكالوريوس بالقانون والسياسة عام 1980، وشهادة الدبلوم العالي في العلوم القضائية من المعهد القضائي في بغداد عام 1993، شغل عدة مناصب منها رئاسة محكمة استئناف ذي قار والأنبار وكركوك. وشغل منصب قاضي في رئاسة محكمة استئناف كركوك من 2003 - 2018.

## روابط خارجية
وزير العدل فاروق امين الشواني يترأس جلسة مجلس العدل الثالثة لعام 2019